# Arkadiusz Hołda
Arkadiusz Kazimierz Hołda (ur. 9 października 1957 w Sosnowcu) – polski przedsiębiorca, konsul Szwecji w Katowicach, założyciel–kanclerz Wyższej Szkoły Technicznej w Katowicach, TV Silesia, Radia Silesia oraz fundacji TVS.

## Życiorys
Ukończył Szkołę Podstawową nr 37 w Katowicach oraz Liceum nr 1 im. Mikołaja Kopernika w Katowicach, a następnie studia na Wydziale Architektury Politechniki Śląskiej w Gliwicach uzyskując tytuł magistra inżyniera architekta.
W 2016 roku został Konsulem Honorowym Szwecji w Katowicach.
W 2022 roku firma PRB Holdimex Sp. z o.o., której jest właścicielem została laureatem rankingu Diamenty Forbesa.